# La città del lontanissimo futuro
La città del lontanissimo futuro (The Pastel City) è un romanzo di fantascienza di M. John Harrison pubblicato nel 1971.
Il romanzo è il primo di tre scritti costituenti il ciclo di "Viriconium", insieme ad altre novelle minori scritte dal 1097 al 1984.
Venne pubblicato in italiano l'undici novembre 1979 da Arnoldo Mondadori Editore nella collana Urania, con il numero 809.

## Ambientazione
Il romanzo è una ucronia nella quale i personaggi si muovono in una società con caratteristiche medioevali, contaminata da retaggi e tecnologie estremamente avanzate, di cui però si è persa la comprensione.
La civiltà umana, decaduta, lascia il posto alle Civiltà del Pomeriggio, e poi della Sera prima dell'avvento di Viriconium.
Della grandezza precedentemente raggiunta restano solo manufatti e tecnologie sotto forma di armi letali e dispositivi che i protagonisti utilizzano senza però comprenderne il funzionamento. Armi e dispositivi che assumono, quindi, una sorta di aura magica nella quale la scienza diventa superstizione o in qualche caso poesia.

## Trama
Il protagonista è tegeus-Cromis, descritto come "un tempo soldato e raffinato cittadino di Viriconium, la Città di Pastello, che adesso viveva completamente solo in una torre sul mare e preferiva pensare di essere un poeta più che uno spadaccino".